# Roque Idafe
El Roque Idafe es una estructura fonolítica de la Caldera de Taburiente en el municipio de El Paso de la isla de La Palma, España. Fue declarado Monumento Natural por la Ley 12/1994, de 19 de diciembre, de Espacios Naturales de Canarias.

## Situación
Se encuentra sobre el cruce de los barrancos del Almendro Amargo y El Limonero. Puede contemplarse desde el camino que recorre el barranco de Las Angustias en ascenso hacia la zona de acampada de Taburiente.

## Valor natural
Se trata de un roque fonolítico visualmente relevante en cuanto a forma, altura y situación respecto a su entorno inmediato, de gran belleza paisajística. Alberga poblaciones de especies catalogadas como amenazadas, entre otras Aeonium nobile, de interés especial, o Pipistrellus maderensis, vulnerable.

## Mitología
Los auaritas (aborígenes canarios de la isla de La Palma), veneraban a dicho roque, considerándolo sustentador del cielo, y creían que si se derrumbaba traería consigo grandes desgracias. Por ello realizaban ofrendas con asaduras de animales mientras entonban: Iguida iguan Idafe? (¿Dicen que caerá el Idafe?), a lo que otro respondía Que guerte iguan taro (Dale lo que traes y no caerá).